# SG Blau-Gelb Laubsdorf
Die SG Blau-Gelb Laubsdorf war ein Sportverein aus dem Ortsteil Laubsdorf der Gemeinde Neuhausen/Spree des Landkreises Spree-Neiße. Der Verein stieg 2012 in die Fußball-Oberliga Nordost auf. Nach Rückzug des Hauptsponsors zog sich der Verein 2014 vom Spielbetrieb zurück und löste sich 2015 auf.

## Geschichte
Der Verein wurde 1920 als Gloria Laubsdorf gegründet. Nach dem Zweiten Weltkrieg wurde der Verein eine Betriebssportgemeinschaft mit Namen Traktor Laubsdorf. In Folge der Ausdehnung der I. und II. DDR-Liga sowie der Bezirksliga Cottbus Anfang der 60er Jahre auf mehrere Staffeln rutschte auch die BSG Traktor Laubsdorf 1962 in die Bezirksklasse Cottbus. Nach der Auflösung der II. DDR-Liga und Reduzierung der Bezirksliga auf nur noch eine Staffel verschwand auch die BSG Traktor Laubsdorf 1964 in der Kreisebene, wo sie bis zum Ende der DDR verblieb. Der Tiefpunkt war 1982 mit dem Abstieg in die unterste Spielklasse erreicht. Am 1. Juli 1990 erfolgte die Umbenennung in SG Blau-Gelb Laubsdorf.
Seit Mitte der 1990er-Jahre wurde der Verein von der Griesbach Industrieservice GmbH gesponsert. Erste Erfolge stellten sich in der Saison 2004/05 ein, als der Verein Erster der Landesliga Süd Brandenburg wurde und in die Brandenburg-Liga aufstieg. In dieser Liga erreichte der Verein überwiegend vordere Platzierungen. In der Spielzeit 2011/12 schaffte Laubsdorf durch Platz 1 den Aufstieg in die Fußball-Oberliga Nordost. Mit nur drei Siegen und fünf Unentschieden aus 30 Spielen in der Saison 2012/13 stieg die Mannschaft als Letzter wieder in die Brandenburg-Liga ab. Nachdem Griesbach Industrieservice GmbH das Sponsoring des Vereins zum Winter 2013/14 beendet hatte, wurde der Verein zum Ende der Saison aus der Brandenburg-Liga abgemeldet und vorerst für die Landesklasse Süd Brandenburg gemeldet. Nachdem keine weitere Sponsoren aufgetrieben wurden und zudem sämtliche Spieler und der Trainer den Verein verließen, erfolgte schließlich der komplette Rückzug vom Spielbetrieb. Der Verein meldete Insolvenz an und wurde 2015 abgewickelt.
Mit der SG Traktor Blau-Gelb Laubsdorf wurde am 26. Juni 2015 ein Nachfolgeverein gegründet, der in der Spielzeit 2016/17 in der untersten Liga, der 2. Kreisklasse Niederlausitz-Süd, startete.

## Erfolge
- 1 Spielzeit in der Fußball-Oberliga Nordost: 2012/13

## Bekannte Spieler
- Sven Benken
- Olaf Besser
- Franklin Bittencourt
- Holger Fraedrich
- Sven Kubis
- Frank Seifert

## Bekannte Trainer
- Michael Braun